# Richard Schrock
Richard Royce Schrock (ur. 4 stycznia 1945 w Berne, Indiana) – amerykański chemik, laureat Nagrody Nobla z dziedziny chemii w roku 2005.
Urodził się w Berne w stanie Indiana. Studiował na Uniwersytecie Kalifornijskim, Riverside oraz na Harvardzie. Obecnie jest profesorem w Massachusetts Institute of Technology.
W 2005 roku został uhonorowany Nagrodą Nobla w dziedzinie chemii, wraz z Yves'em Chauvinem oraz Robertem Grubbsem, za dokonania w zakresie badania mechanizmu reakcji metatezy olefin. Reakcję tę Komisja Noblowska obrazowo nazwała tańcem odbijanym dwóch cząsteczek chemicznych.
Profesor Schrock opracował katalizatory, do reakcji metatezy, które są kompleksami metaloorganicznymi molibdenu i wolframu.